# Mijaíl Zasulich
Mijaíl Ivanovich Zasulich  (en ruso: Михаи́л Ива́нович Засу́лич; 24 de diciembre de 1843 - 1910) fue un general en el Ejército Imperial Ruso, destacado por su papel como comandante del 2.º Cuerpo de Ejército Siberiano ruso en la batalla del río Yalu, de la guerra ruso-japonesa de 1904-1905.

## Biografía
Zasulich se graduó en el Cuerpo de Cadetes y en la Academia Militar Konstantinovskoe y fue comisionado como teniente en 1863, sirviendo en el 93.er Regimiento de Infantería en Irkutsk. Fue transferido al Regimiento de Granaderos de la Guardia Imperial en 1864. Estuvo con este regimiento durante la guerra ruso-turca (1877-1878), durante la cual fue altamente condecorado varias veces por valentía en combate en los Balcanes, especialmente durante la batalla de Philippopolis (1878). Fue también promovido a coronel en 1878.
En 1887, Zasulich fue asignado al mando del 101.er Regimiento de Infantería con base en Perm. Fue promovido a Mayor General en 1894 y fue hecho comandante de la 1.ª Brigada de la 9.ª División de Infantería, seguido de la 1.ª Brigada de la 2.ª División de Granaderos. En 1899, tomó el mando de la fortaleza de Osowiec en lo que es ahora Polonia. Al año siguiente, se convirtió en comandante de la 6.ª División de Infantería, y fue promovido a Teniente General en 1901.
Inmediatamente antes del inicio de la guerra ruso-japonesa, Zasulich recibió el mando del 2.º Cuerpo de Ejército Siberiano, con 16.000 soldados de infantería, 5000 de caballería y 62 piezas de artillería, que formaba el ala oriental del Ejército de Manchuria ruso. Con la asignación de impedir que el Ejército Imperial Japonés cruzara el río Yalu para entrar en Manchuria, cometió el error táctico de expandir sus fuerzas poco a poco sobre un frente de 170 millas y fortificar fuertemente la ciudad fronteriza de Antung, de donde estaba convencido provendría el ataque principal. Asumiendo que el ejército japonés acumulado cerca de Wiju río arriba de Antung era un amago, rechazó las peticiones de desplegar sus fuerzas. En la subsiguiente batalla del río Yalu, las fuerzas rusas fueron derrotadas por el Primer Ejército Japonés a las órdenes del General Kuroki Tamemoto. Zasulich, que tenía una muy baja opinión de los japoneses, inicialmente rechazó las órdenes del General Kuropatkin de realizar una retirada por fases, pero cuando el ejército japonés empezó a sobrepasar sus fuerzas completamente, no tuvo otra opción que realizar una costosa retirada hacia el norte. Zasulich fue remplazado como comandante de campo por el Teniente General Fyodor Keller, pero retuvo el mando del 2.º Cuerpo de Ejército Siberiano.
Zasulich subsiguientemente participó en otras batallas de la guerra, incluyendo la batalla de Tashihchiao, la batalla de Hsimucheng, y la batalla de Liaoyang así como la batalla de Mukden; no obstante, sus acciones fueron marcadas por la indecisión y pasividad, causando que sus fuerzas sufrieran una derrota tras otra. Su rechazo de ir hacia una ofensiva y sus continuas retiradas lo hicieron impopular entre sus tropas; en la batalla de Liaoyang, su rechazo a obedecer las órdenes del Teniente General Nikolái Zarubaev de mantener su posición puso en peligro la posición rusa entera.
Citando enfermedad, Zasulich abandonó el servicio militar tras el fin de la guerra en 1906.

## Honores
- Orden de San Jorge, 4.ª  clase, 1878
- Orden de Santa Ana 3.ª clase con espadas, 1878
- Orden de San Estanislao 2.º grado con espadas, 1878
- Orden de Santa Ana 1.ª clase con espadas, 1906
- Orden de San Vladimir, 2.ª clase, 1906